# Rupert Gregson-Williams
Rupert William Gregson-Williams (Inglaterra, 12 de octubre de 1966) es un compositor de música cinematográfica británico. Educado en St John's College, Cambridge, escuela de coro y Lancing College, es hermano del también compositor Harry Gregson-Williams y es miembro del equipo de compositores Remote Control Productions de Hans Zimmer.
Su filmografía incluye Hotel Rwanda, por el que fue galardonado con el premio al compositor de cine europeo, Vecinos invasores, Bee Movie, Zookeeper, Made of Honor, Bedtime Stories y muchas de las películas de Adam Sandler. Sus trabajos más notables en la televisión incluyen Veep y The Crown.

## Filmografía

### 1990s
| Año  | Título            | Director(s)       | Estudio(s)                                    |
| ---- | ----------------- | ----------------- | --------------------------------------------- |
| 1998 | Urban Ghost Story | Geneviève Joliffe | Living Spirit Pictures Panorama Entertainment |
| 1999 | Virtual Sexuality | Nick Hurran       | Columbia Pictures                             |

### 2000s
| Año  | Título                              | Director(s)                   | Estudio(s)                              |
| ---- | ----------------------------------- | ----------------------------- | --------------------------------------- |
| 2001 | Princess of Thieves                 | Peter Hewitt                  | Granada Productions                     |
| 2002 | Thunderpants                        | Peter Hewitt                  | Pathé Distribution                      |
| 2002 | Undertaking Betty                   | Nick Hurran                   | Miramax Films                           |
| 2003 | What a Girl Wants                   | Dennie Gordon                 | Warner Bros. Pictures                   |
| 2003 | Crime Spree                         | Brad Mirman                   | DEJ Productions                         |
| 2003 | The Night We Called It a Day        | Paul Goldman                  | Icon Entertainment                      |
| 2004 | Hotel Rwanda                        | Terry George                  | United Artists                          |
| 2005 | Love + Hate                         | Dominic Savage                | BBC Films                               |
| 2006 | Vecinos invasores                   | Tim Johnson Karey Kirkpatrick | Paramount Pictures DreamWorks Animation |
| 2006 | Click                               | Frank Coraci                  | Columbia Pictures Happy Madison         |
| 2007 | I Now Pronounce You Chuck and Larry | Dennis Dugan                  | Universal Pictures Happy Madison        |
| 2007 | Bee Movie                           | Steve Hickner Simon J. Smith  | Paramount Pictures DreamWorks Animation |
| 2008 | Made of Honor                       | Paul Weiland                  | Columbia Pictures                       |
| 2008 | You Don't Mess with the Zohan       | Dennis Dugan                  | Columbia Pictures Happy Madison         |
| 2008 | Bedtime Stories                     | Adam Shankman                 | Walt Disney Pictures Happy Madison      |
| 2009 | The Maiden Heist                    | Peter Hewitt                  | Yari Film Group                         |

### 2010s
| Año  | Título                    | Director(s)    | Estudio(s)                                               | Nota(s)                                                                       |
| ---- | ------------------------- | -------------- | -------------------------------------------------------- | ----------------------------------------------------------------------------- |
| 2010 | Grown Ups                 | Dennis Dugan   | Columbia Pictures Happy Madison                          |                                                                               |
| 2011 | Just Go with It           | Dennis Dugan   | Columbia Pictures Happy Madison                          |                                                                               |
| 2011 | Zookeeper                 | Frank Coraci   | Columbia Pictures Happy Madison                          |                                                                               |
| 2011 | Jack & Jill               | Dennis Dugan   | Columbia Pictures Happy Madison                          |                                                                               |
| 2012 | That's My Boy             | Sean Anders    | Columbia Pictures Happy Madison                          |                                                                               |
| 2012 | Here Comes the Boom       | Frank Coraci   | Columbia Pictures Happy Madison                          |                                                                               |
| 2013 | Grown Ups 2               | Dennis Dugan   | Columbia Pictures Happy Madison                          |                                                                               |
| 2014 | Winter's Tale             | Akiva Goldsman | Warner Bros. Pictures                                    | Compuesta con Hans Zimmer. Música adicional de David Buckley & Halli Cauthery |
| 2014 | Blended                   | Frank Coraci   | Warner Bros. Pictures Happy Madison                      |                                                                               |
| 2014 | Postman Pat: The Movie    | Mike Disa      | Icon Productions Rubicon Group Holding                   |                                                                               |
| 2015 | Paul Blart: Mall Cop 2    | Andy Fickman   | Columbia Pictures Happy Madison                          |                                                                               |
| 2015 | The Ridiculous Six        | Frank Coraci   | Happy Madison                                            | Con Elmo Weber                                                                |
| 2015 | Open Season: Scared Silly | David Feiss    | Sony Pictures Home Entertainment Sony Pictures Animation | Con Dominic Lewis                                                             |
| 2016 | The Do-Over               | Steven Brill   | Happy Madison                                            |                                                                               |
| 2016 | The Legend of Tarzan      | David Yates    | Warner Bros. Pictures                                    | Música adicional de Anthony Clarke, Thomas Farnon & Tom Howe                  |
| 2016 | Hacksaw Ridge             | Mel Gibson     | Summit Entertainment                                     | Música adicional de Anthony Clarke, Evan Jolly & Steve Mazzaro                |
| 2017 | Sandy Wexler              | Steven Brill   | Happy Madison                                            |                                                                               |
| 2017 | Wonder Woman              | Patty Jenkins  | Warner Bros. Pictures                                    | Música adiciobal de Andrew Kawczynski, Paul Mounsey & Tom Howe                |
| 2018 | Aquaman                   | James Wan      | Warner Bros. Pictures                                    |                                                                               |

### Televisión
| Año       | Programa                           |
| --------- | ---------------------------------- |
| 1999-2003 | At Home with the Braithwaites      |
| 2009      | The Prisoner                       |
| 2012      | Veep                               |
| 2014      | Agatha Raisin: The Quiche of Death |
| 2015      | Virtuso                            |
| 2016      | The Crown                          |
| 2019      | Catherine The Great                |

### Videojuegos
| Año  | Título                       |
| ---- | ---------------------------- |
| 2005 | Battlefield 2: Modern Combat |